# Buena Vista (condado de Richland, Wisconsin)
Buena Vista es un pueblo ubicado en el condado de Richland en el estado estadounidense de Wisconsin. En el Censo de 2010 tenía una población de 1.869 habitantes y una densidad poblacional de 17,15 personas por km².

## Geografía
Buena Vista se encuentra ubicado en las coordenadas 43°14′18″N 90°14′43″O / 43.23833, -90.24528. Según la Oficina del Censo de los Estados Unidos, Buena Vista tiene una superficie total de 108.96 km², de la cual 106.51 km² corresponden a tierra firme y (2.25%) 2.45 km² es agua.

## Demografía
Según el censo de 2010, había 1.869 personas residiendo en Buena Vista. La densidad de población era de 17,15 hab./km². De los 1.869 habitantes, Buena Vista estaba compuesto por el 97.11% blancos, el 0.27% eran afroamericanos, el 0.54% eran amerindios, el 0.37% eran asiáticos, el 0% eran isleños del Pacífico, el 0.86% eran de otras razas y el 0.86% pertenecían a dos o más razas. Del total de la población el 2.57% eran hispanos o latinos de cualquier raza.